# Markus Fröschl
Markus Fröschl (* 3. Oktober 1965 in Trostberg) ist ein deutscher Politiker (CSU). Er war im Jahr 2018 kurzzeitig Mitglied des Bayerischen Landtags.
Fröschl ist Landwirt. Er bewirtschaftet einen Hof in Trostberg. Er ist dort Stadtrat und gehört dem Kreistag des Landkreises Traunstein an. Bis 2013 war er direkt gewählter Bezirksrat des Bezirks Oberbayern. Bei der Landtagswahl 2013 verfehlte er als Zweitstimmen-Kandidat den Einzug in den Bayerischen Landtag. Nach der Niederlegung des Landtagsmandats von Horst Seehofer rückte Fröschl am 7. Mai 2018 für ihn in den Landtag nach.
Er ist 1. Vorsitzender des Landschaftspflegeverbands Traunstein.